# Giovanni Battista Costantini
Giovanni Battista Costantini (Verona, 1654 – La Rochelle, 16 maggio 1720) è stato un attore teatrale e un impresario teatrale italiano.

## Biografia

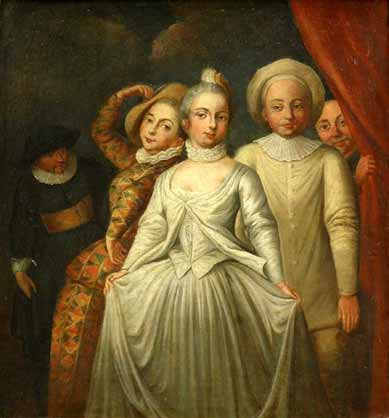
Da Antoine Watteau, Commedianti italiani

Giovanni Battista Costantini era figlio d'arte: suo padre Costantino recitava come Granellino e anche sua madre Domenica era attrice e recitava col nome di Corallina. Suo fratello Angelo ricopriva il ruolo di Mezzettino, il secondo Zanni della commedia dell'arte, dopo il primo che era Arlecchino.
Giovanni Battista Costantini ha sposato Teresa Corona, in arte Diana, (morta nel 1725 circa), comica del principe di Parma, che firmò la dedica della pièce La casta Penelope di Pietro Pariati. Teresa Corona Costantini ha recitato, nella parte di Diana, ne La gara degli dei, a settembre 1719.
Il primo a raccogliere notizie biografiche su Giovanni Battista e su altri attori e attrici della famiglia Costantini è stato Francesco Saverio Bartoli, attore e letterato.

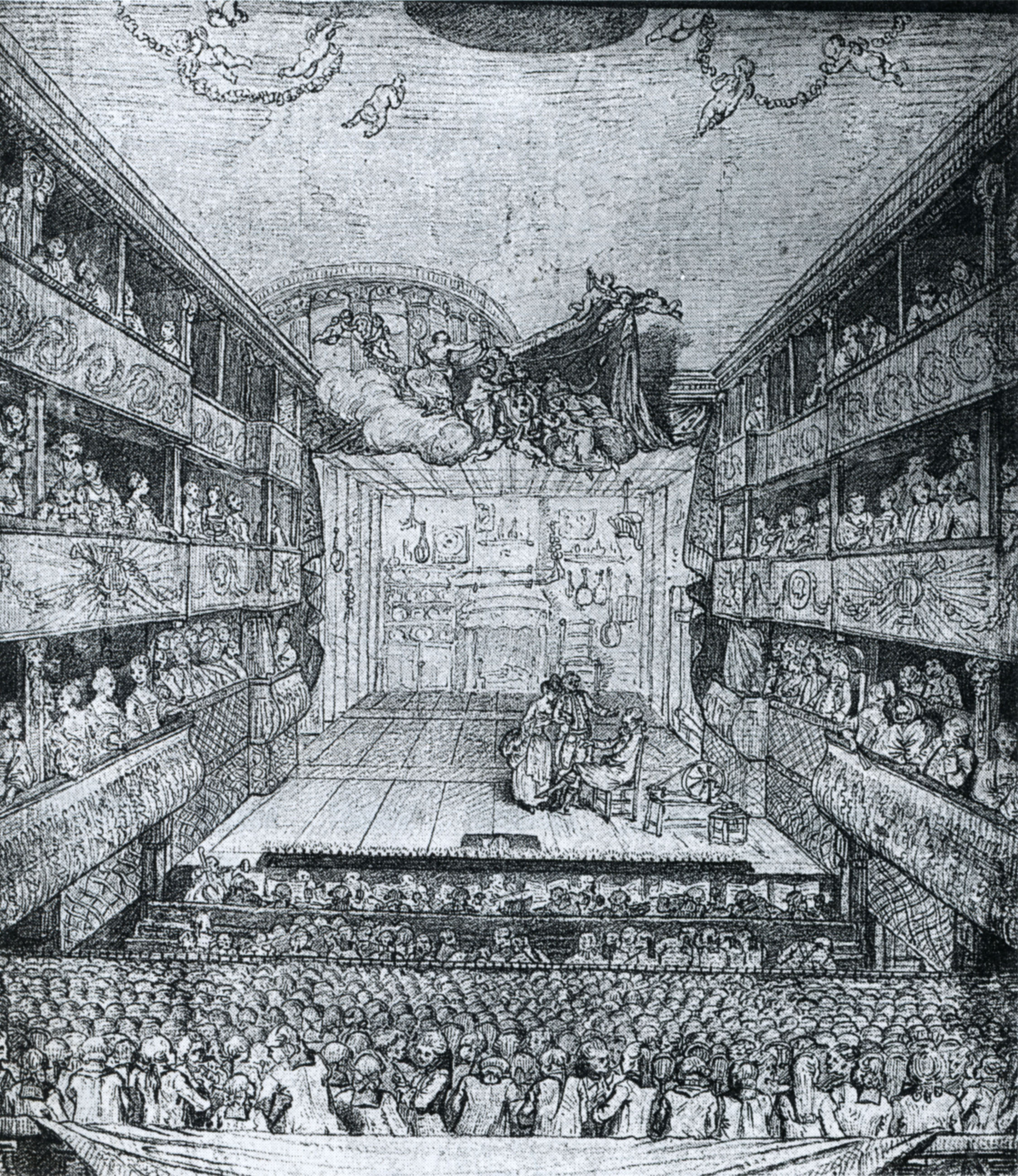
Hôtel de Bourgogne, 1767

Dopo varie esperienze in Italia, nella stessa Compagnia in cui recitavano i genitori e il fratello maggiore Angelo, Giovanni Battista Costantini debuttò a Parigi il 2 novembre 1688 come Ottavio, ne La Follia di Ottavio. Insieme agli altri artisti della sua famiglia, si esibiva nella Compagnie des Italiens, all'Hôtel de Bourgogne, il teatro che era allora riservato agli attori della Commedia dell'Arte. Si era specializzato nelle parti di primo amoroso.
Era un agile danzatore e un musicista completo: suonava il flauto, il cembalo, la chitarra, l'oboe e l'organo. Chiuso il teatro des Italiens, per volere del re Luigi XIV, Giovanni Battista Costantini si trovò senza lavoro e tornò in Italia. Nel 1712, di nuovo a Parigi, si distinse come impresario ai teatri stagionali delle Foires Saint-Laurent e di Saint-Germain, dove presentava una propria Compagnia. Mise in scena Arlequin empereur dans la lune, già nel repertorio di Evaristo Gherardi, ma con modifiche e con nuove scene. Introdusse innovazioni sceniche, come i cartelli, detti écriteaux, in cui apparivano testi che gli attori mimavano. Sul palcoscenico adottò i pivots, elementi ruotanti che permettevano un rapido cambiamento di scena e potevano essere azionati dagli stessi attori.
Dalla moglie Teresa Corona ebbe Gabriele, che recitò come Arlecchino, e Anna Elisabetta che divenne attrice. Ebbe anche un figlio naturale, Antonio, che fece l'attore.